# Muhapatti

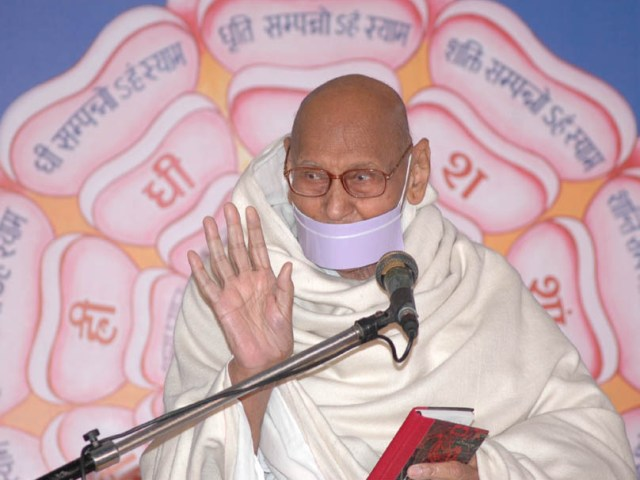
Acharya Mahapragya, llevando un muhapatti

El muhapatti (a veces escrito como mahapatti, muhpatti o mahpatti) es un trozo de tela cuadrado que se coloca sobre la cara, cubriendo la boca y atado tras las orejas que es empleado frecuentemente por los jainas de la corriente Svetambara. En ocasiones se emplea una carte en lugar de una tela.
Su utilidad está relacionada con evitar que la saliva entre en contacto con los libros sagrados u otros elementos del culto. En muchas ocasiones se ha señalado que se emplea para reducir las posibilidades de inhalar o ingerir accidentalmente insectos y similares causando la muerte de ellos. En el jainismo es frecuente considerar que causar la muerte de seres, por peuqeños que sean, es una violación del ahimsa, el principio de no violencia.  Evitar que los insectos sean ingeridos es solo uno de los beneficios de utilizar el muhapatti pero no su razón original de uso. Es uno de los accesorios de unsadhu en la búsqueda del Dharma. Y uno se los muchos elementos que atraen la salud en el sistema jaina de creencias. los monjes y monjas Murtipujak también emplean el muhapatti cuando pronuncian un discurso religioso.
El muhapatti es también entendido como un símbolo del samyama, control del discurso. Se trata de un artículo religioso que tiene una larga historia y fue usado por Gautama, un ganadhara según la tradición jaina, según el texto canónico Vipâka sûtra, adhyayana 1.